# Vexillum (genre)
Genre
Vexillum est un genre de gastéropodes marins de la famille des Costellariidae (anciennement des Vexillidae).

## Liste des espèces
Selon World Register of Marine Species (23 octobre 2014) :

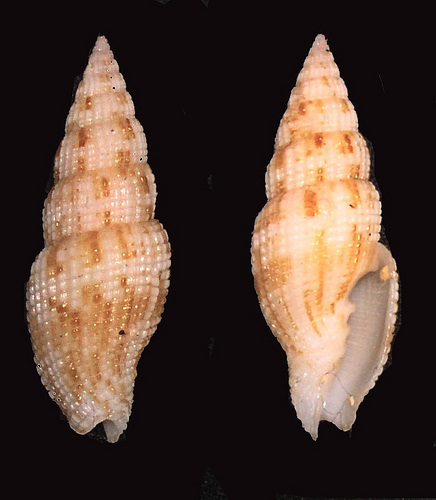
Vexillum acupinctum

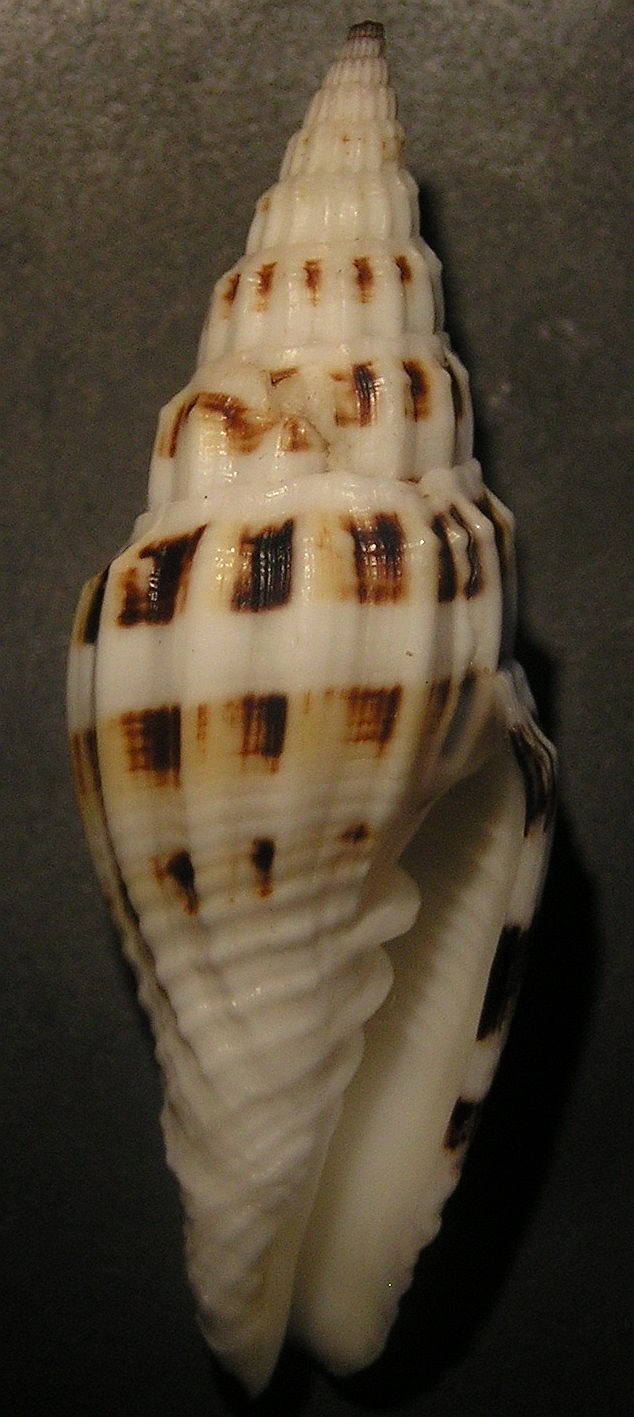
Vexillum albofulvum

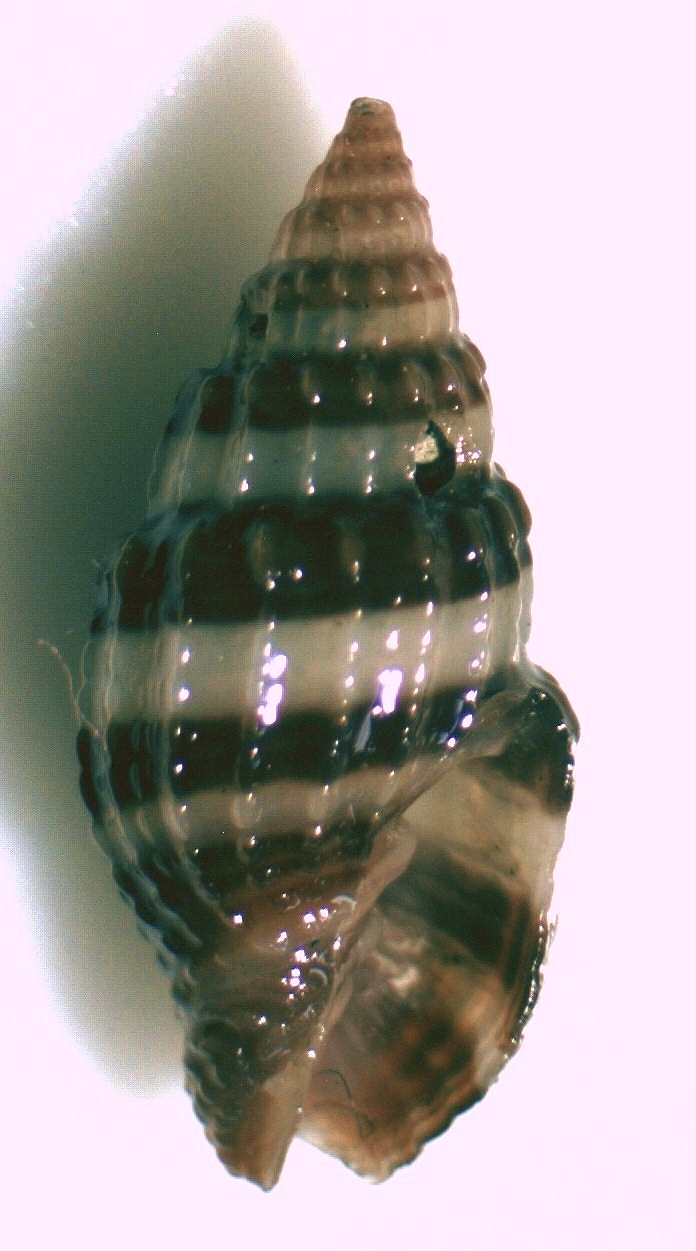
Vexillum amandum

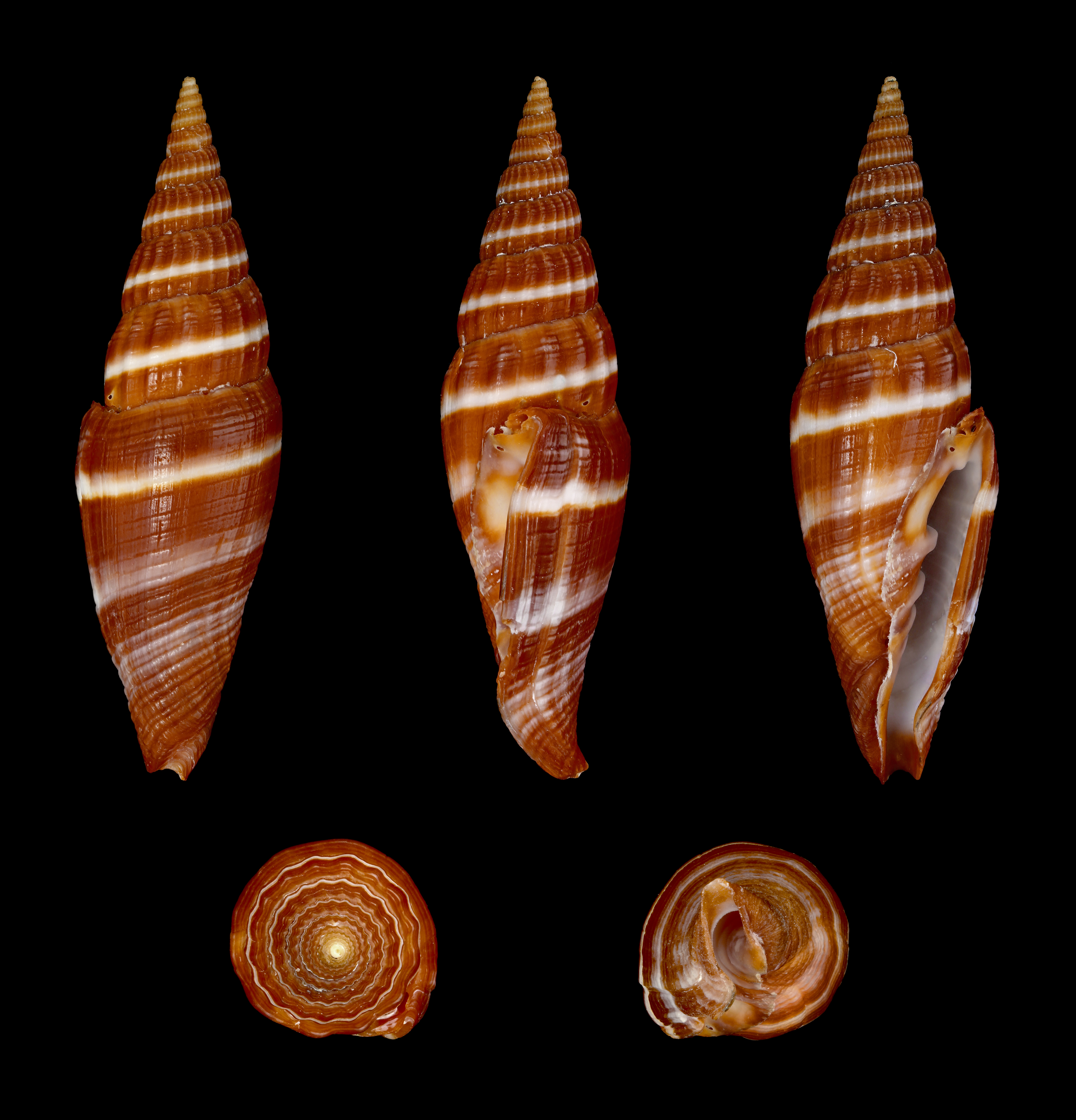
Vexillum caffrum

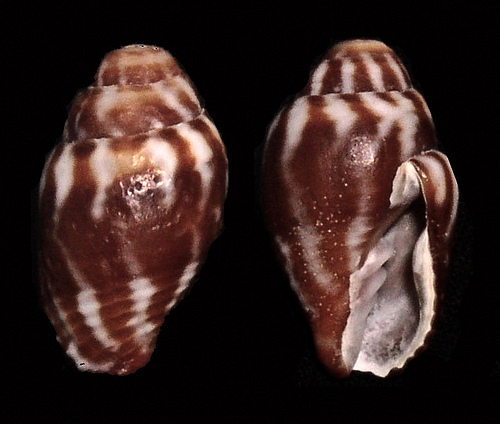
Vexillum cavea

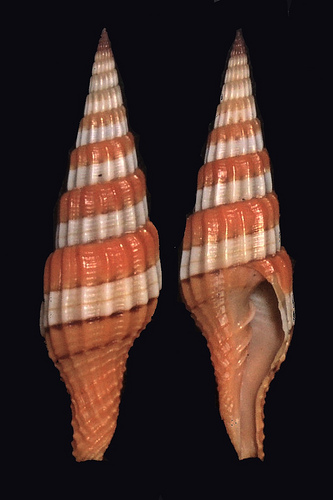
Vexillum citrinum

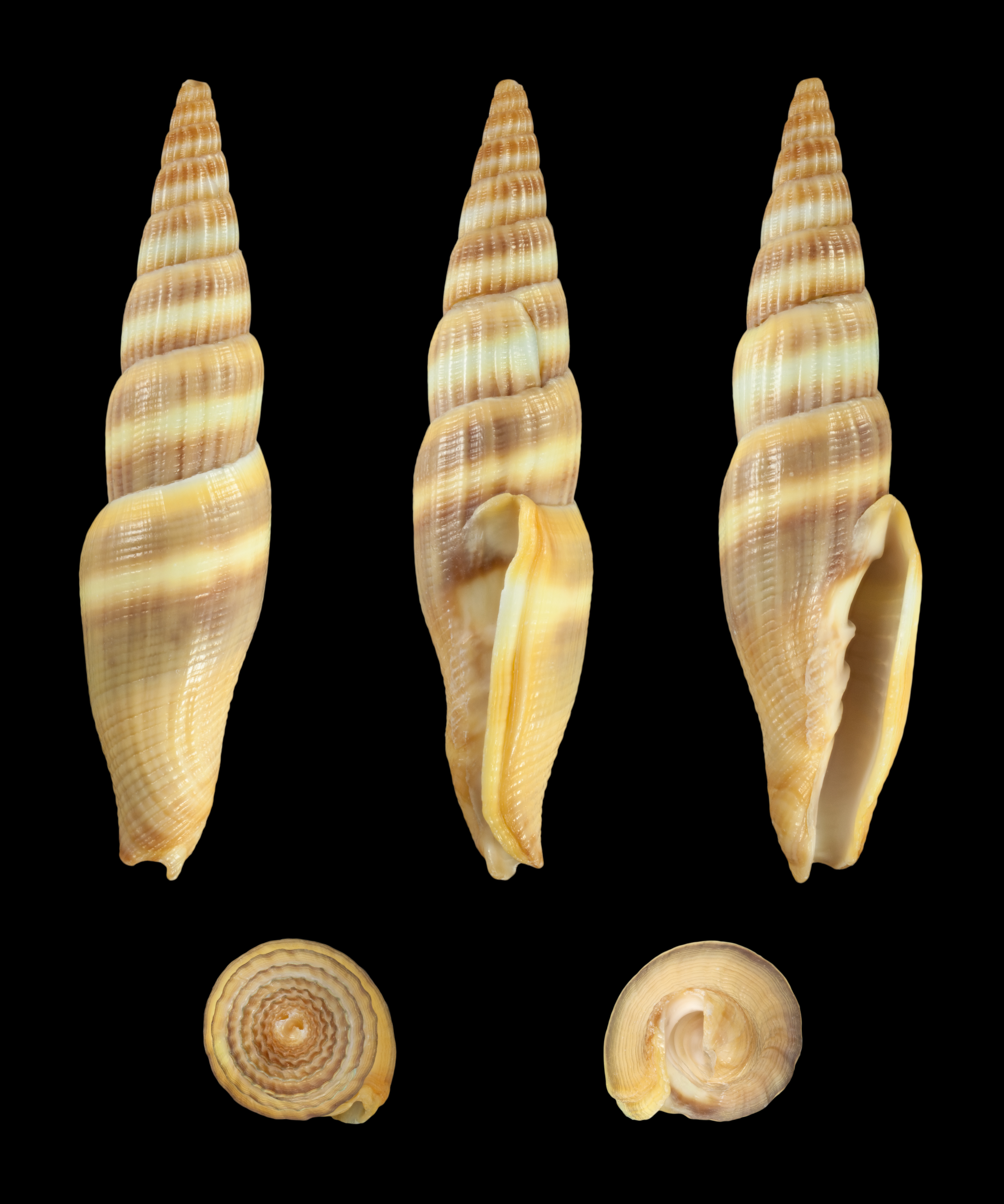
Vexillum coccineum

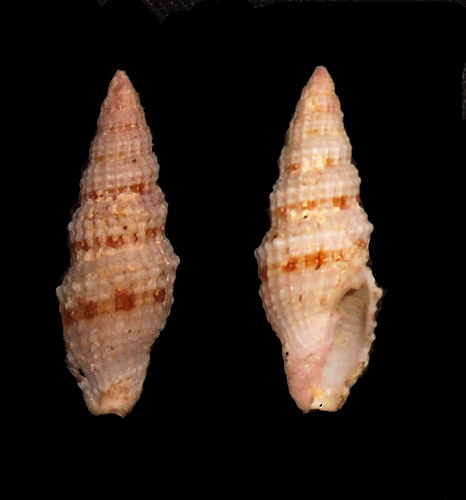
Vexillum corbicula

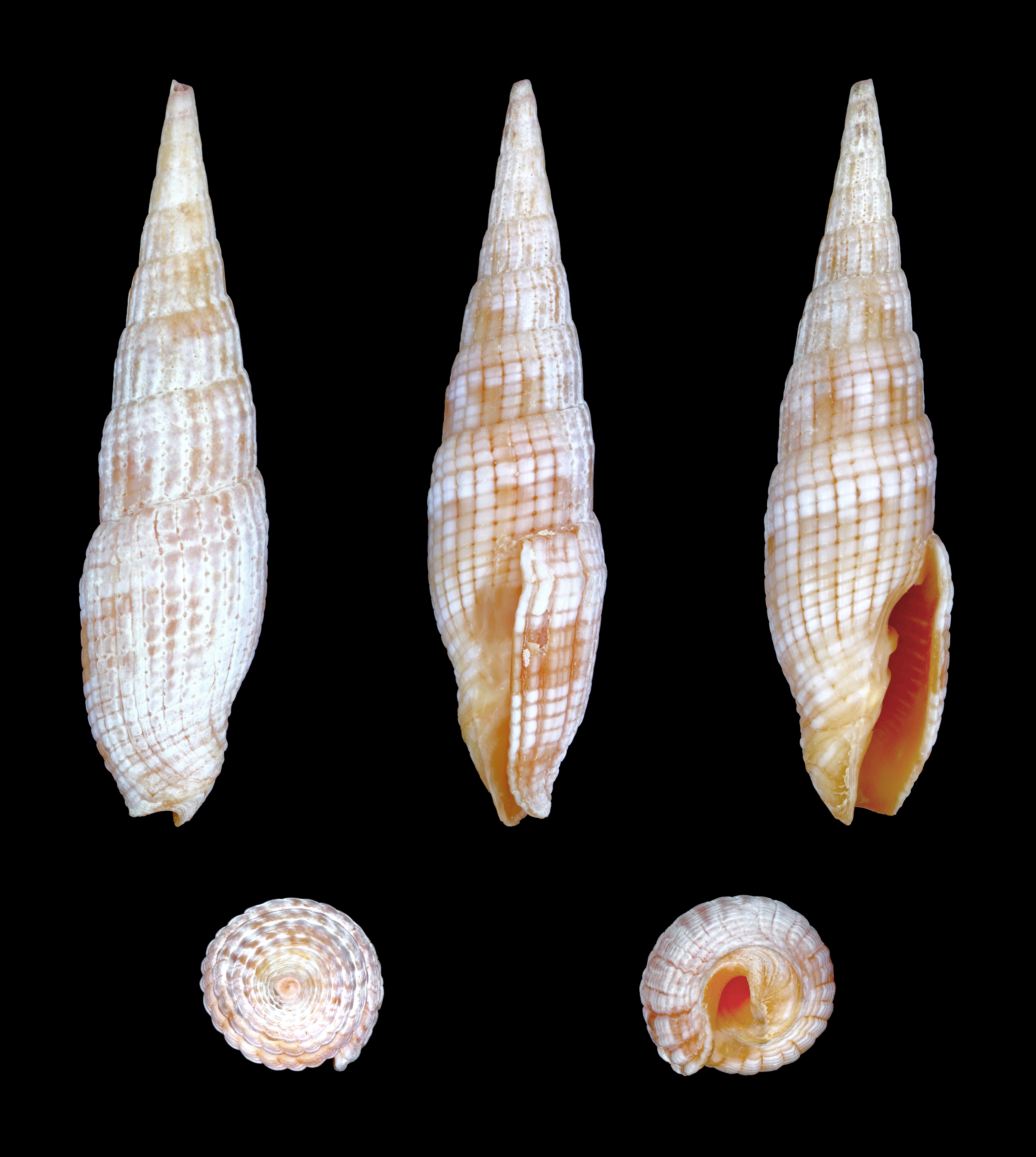
Vexillum costatum

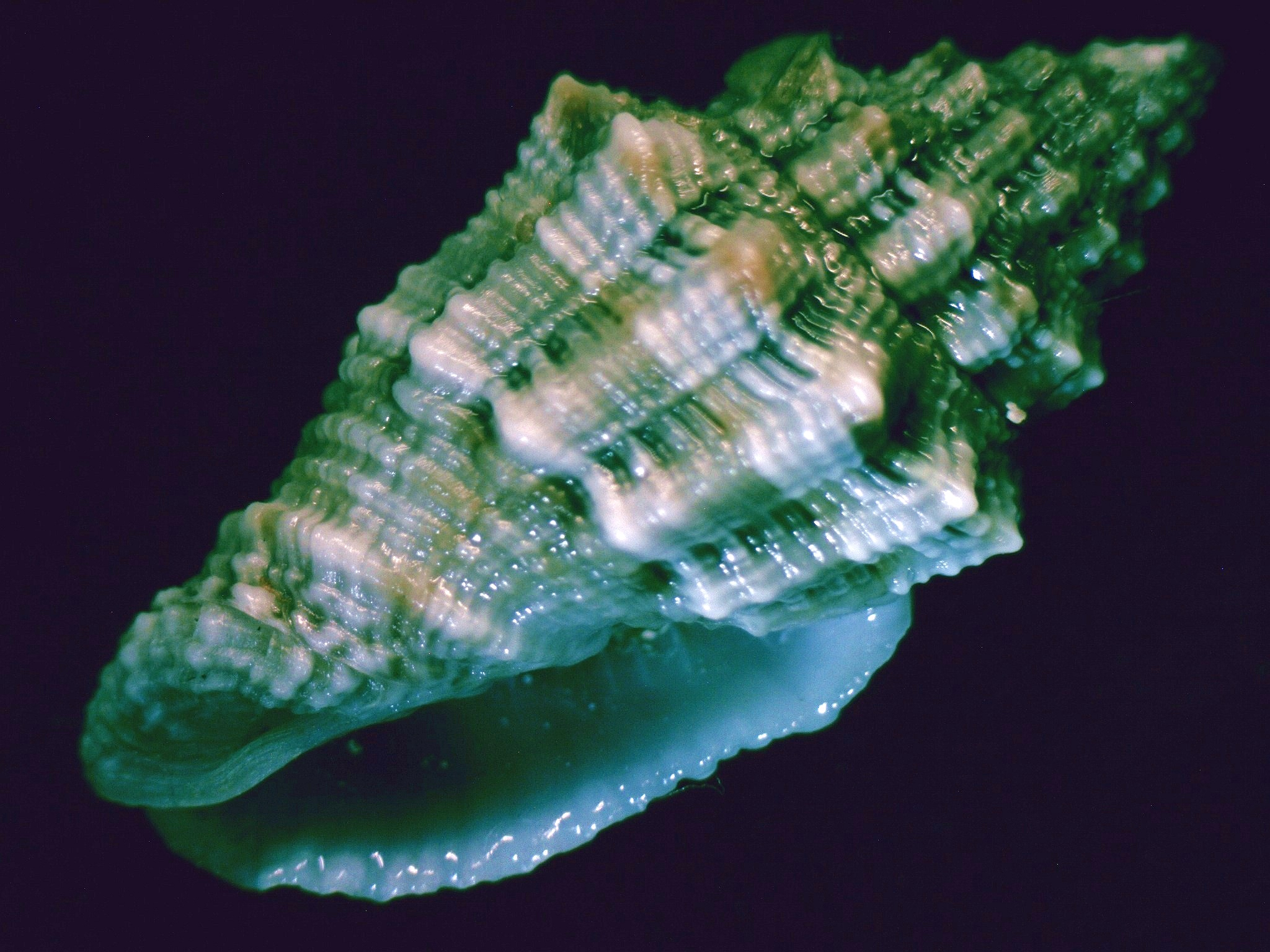
Vexillum crispum

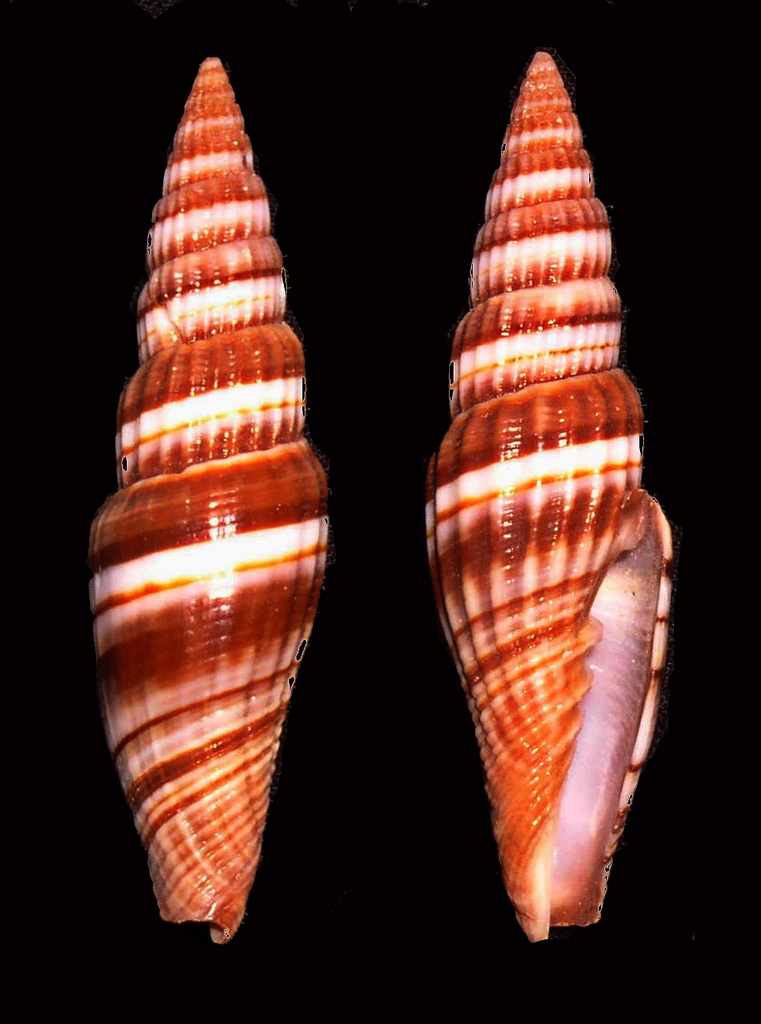
Vexillum curviliratum

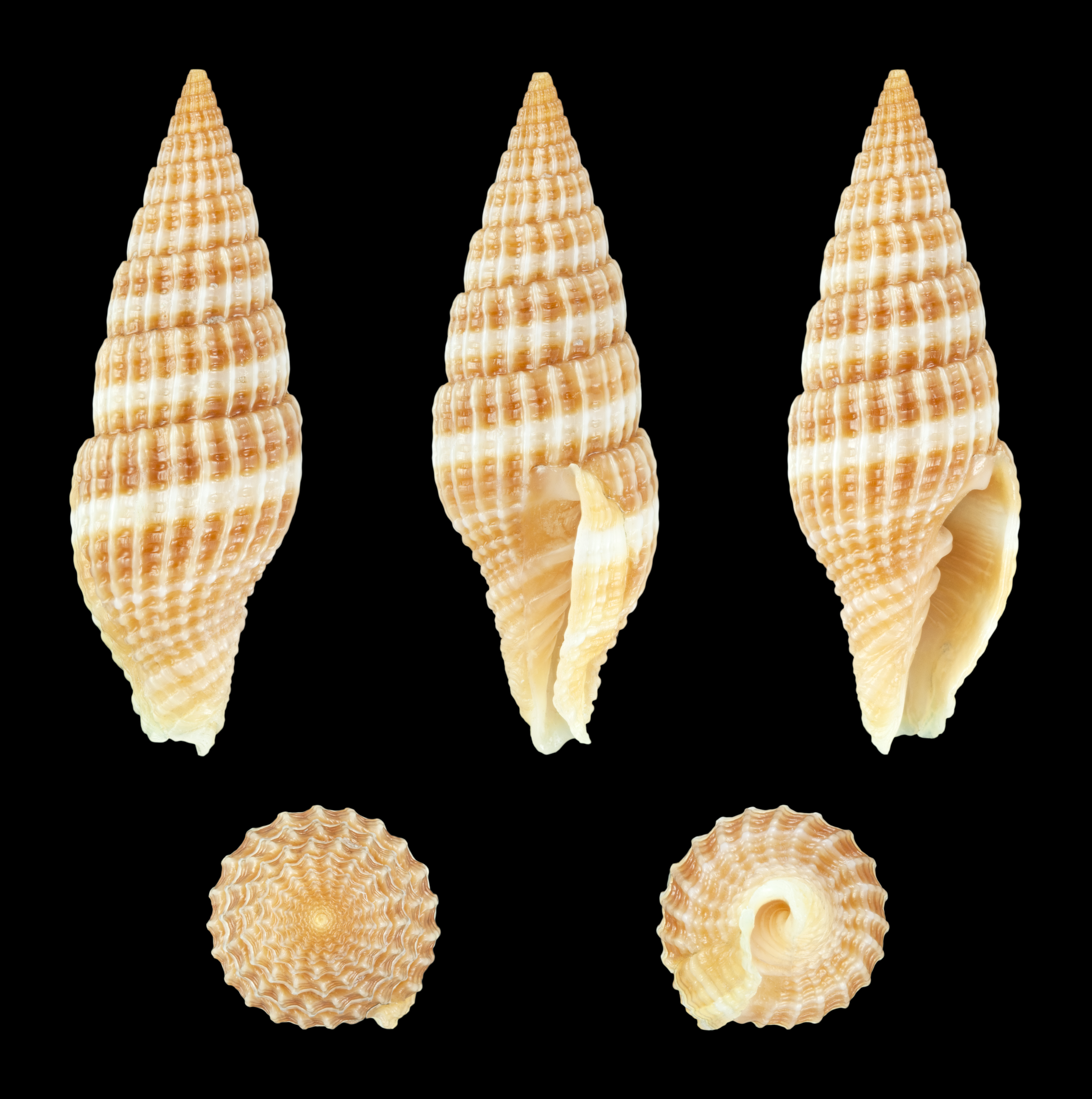
Vexillum obeliscus

- Vexillum accinctum (Sowerby III, 1907)
- Vexillum acromiale (Hedley, 1915)
- Vexillum acuminatum (Gmelin, 1791)
- Vexillum acupictum (Reeve, 1845)
- Vexillum adamsianum Cernohorsky, 1978
- Vexillum aemula (E. A. Smith, 1879)
- Vexillum aequatoriense Herrmann & Stossier, 2011
- Vexillum aethiopicum (Jickeli, 1874)
- Vexillum albocinctum (C. B. Adams, 1845)
- Vexillum albofulvum Hermann, 2007
- Vexillum albolineatum Cossignani & Cossignani, 2007
- Vexillum albotaeniatum (Hervier, 1897)
- Vexillum altisuturatum Chino & Herrmann, 2014
- Vexillum alvinobalani Guillot de Suduiraut, 1999
- Vexillum amabile (Reeve, 1845)
- Vexillum amandum (Reeve, 1845)
- Vexillum angustissimum (E. A. Smith, 1903)
- Vexillum antonellii (Dohrn, 1860)
- Vexillum apicitinctum (Verco, 1896)
- Vexillum appelii (Jickeli, 1874)
- Vexillum approximatum (Pease, 1860)
- Vexillum arabicum Turner, 2008
- Vexillum articulatum (Reeve, 1845)
- Vexillum asperum Turner, 2008
- Vexillum aureolatum (Reeve, 1844)
- Vexillum aureolineatum Turner, 1988
- Vexillum australe (Swainson, 1820)
- Vexillum baccheti Salisbury & Herrmann, 2012
- Vexillum baeri Poppe, Tagaro & Salisbury, 2009
- Vexillum balicasagense Salisbury & Guillot de Suduiraut, 2006
- Vexillum balteolatum (Reeve, 1844)
- Vexillum balutensis Herrmann, 2009
- Vexillum bancalanense (Bartsch, 1918)
- Vexillum beitzi Salisbury & Gori, 2013
- Vexillum bellum (Pease, 1860)
- Vexillum beverlyae Turner & Salisbury, 1999
- Vexillum bilineatum (Reeve, 1845)
- Vexillum bipartitum (E. A. Smith, 1884)
- Vexillum bizonale (Dautzenberg & Bouge, 1923)
- Vexillum blandulum Turner, 1997
- Vexillum blanfordi (Melvill & Standen, 1901)
- Vexillum bouteti Salisbury & Herrmann, 2012
- Vexillum brunneolinea Rosenberg & Salisbury, 1991
- Vexillum burchorum Salisbury, 2011
- Vexillum buriasense (Tomlin, 1920)
- Vexillum cadaverosum (Reeve, 1844)
- Vexillum caelatum (Reeve, 1845)
- Vexillum caffrum (Linnaeus, 1758)
- Vexillum caliendrum (Melvill & Standen, 1901)
- Vexillum callosum (Reeve, 1845)
- Vexillum caloxestum (Melvill, 1888)
- Vexillum cancellarioides (Anton, 1838)
- Vexillum castaneostriatum Herrmann, 2012
- Vexillum castum (H. Adams, 1872)
- Vexillum catenatum (Broderip, 1836)
- Vexillum cavea (Reeve, 1844)
- Vexillum charlesi Turner & Callomon, 2001
- Vexillum chelonia (Reeve, 1845)
- Vexillum chibaense (Salisbury & Rosenberg, 1999)
- Vexillum chickcharneorum Lyons & Kaicher, 1978
- Vexillum chinoi Poppe, 2008
- Vexillum chocotinctum Turner, 2008
- Vexillum choslenae Cernohorsky, 1982
- Vexillum cinereum (Reeve, 1845)
- Vexillum cingulatum (Lamarck, 1811)
- Vexillum cithara (Reeve, 1845)
- Vexillum citrinum (Gmelin, 1791)
- Vexillum clathratum (Reeve, 1844)
- Vexillum coccineum (Reeve, 1844)
- Vexillum collinsoni (A. Adams, 1864)
- Vexillum concentricum (Reeve, 1844)
- Vexillum cookorum Turner, Gori & Salisbury, 2007
- Vexillum corallinum (Reeve, 1845)
- Vexillum corbicula (G. B. Sowerby II, 1870)
- Vexillum coronatum (Helbling, 1779)
- Vexillum cosmani Kay, 1979
- Vexillum costatum (Gmelin, 1791)
- Vexillum crispum (Garrett, 1872)
- Vexillum crocatum (Lamarck, 1811)
- Vexillum croceorbis Dekkers, 2013
- Vexillum croceum (Reeve, 1845)
- Vexillum cubanum Aguayo & Rehder, 1936
- Vexillum curviliratum (G. B. Sowerby II, 1874)
- Vexillum daedalum (Reeve, 1845)
- Vexillum daniellae Drivas & Jay, 1989
- Vexillum darwini Salisbury & Guillot de Suduiraut, 2006
- Vexillum dautzenbergi Poppe, Guillot de Suduiraut & Tagaro, 2006
- Vexillum decorum (Reeve, 1845)
- Vexillum dekkersi Herrmann, Stossier & Salisbury, 2014
- Vexillum delicatum (A. Adams, 1853)
- Vexillum dennisoni (Reeve, 1844)
- Vexillum depexum (Deshayes in Laborde & Linant, 1834)
- Vexillum derkai Herrmann, 2012
- Vexillum dermestinum (Lamarck, 1811)
- Vexillum deshayesii (Reeve, 1844)
- Vexillum diaconalis (Melvill & Standen, 1903)
- Vexillum dilectissimum (Melvill & Sykes, 1899)
- Vexillum discolorium (Reeve, 1845)
- Vexillum diutenerum (Hervier, 1897)
- Vexillum dohrni (A. Adams, 1864)
- Vexillum duplex Cernohorsky, 1982
- Vexillum ebenus (Lamarck, 1811)
- Vexillum echinatum (A. Adams, 1853)
- Vexillum elliscrossi Rosenberg & Salisbury, 1991
- Vexillum emiliae (Schmeltz, 1874)
- Vexillum emmanueli Buijse, Dekker & Verbinnen, 2009
- Vexillum epigonus Salisbury & Guillot de Suduiraut, 2006
- Vexillum epiphaneum (Rehder, 1943)
- Vexillum evelynae Guillot de Suduiraut, 2007
- Vexillum exaratum (A. Adams, 1853)
- Vexillum exasperatum (Gmelin, 1791)
- Vexillum exiguum (C. B. Adams, 1845)
- Vexillum exquisitum (Garrett, 1873)
- Vexillum festum (Reeve, 1845)
- Vexillum ficulinum (Lamarck, 1811)
- Vexillum fidicula (Gould, 1850)
- Vexillum filiareginae (J. Cate, 1961)
- Vexillum filistriatum (G. B. Sowerby II, 1874)
- Vexillum flaveoricum Herrmann & Guillot de Suduiraut, 2009
- Vexillum flexicostatum (Garrett, 1880)
- Vexillum formosense (G. B. Sowerby III, 1889)
- Vexillum fortiplicatum (Pease, 1868)
- Vexillum fraudator Turner, Gori & Salisbury, 2007
- Vexillum funereum (Reeve, 1844)
- Vexillum fuscoapicatum (E. A. Smith, 1879)
- Vexillum fuscobandatum Bozzetti, 2007
- Vexillum fuscolineatum Herrmann & Salisbury, 2012
- Vexillum fuscotaeniatum (Thiele, 1925)
- Vexillum fuscovirgatum Herrmann & Salisbury, 2012
- Vexillum gagei Salisbury, 2011
- Vexillum garciai Salisbury & Wolff, 2009
- Vexillum gemmatum (Sowerby II, 1874)
- Vexillum geoffreyanum (Melvill, 1910)
- Vexillum germaineae Herrmann & Salisbury, 2014
- Vexillum geronimae Poppe, Tagaro & Salisbury, 2009
- Vexillum giselae Poppe, Tagaro & Salisbury, 2009
- Vexillum gloriae Poppe, Tagaro & Salisbury, 2009
- Vexillum gorii Turner, 1997
- Vexillum gotoense (E. A. Smith, 1879)
- Vexillum goubini (Hervier, 1897)
- Vexillum gouldi Salisbury & Guillot de Suduiraut, 2006
- Vexillum gourgueti Salisbury & Herrmann, 2012
- Vexillum granosum (Gmelin, 1791)
- Vexillum granum (Forbes, 1844)
- Vexillum gruneri (Reeve, 1844)
- Vexillum hansenae Cernohorsky, 1973
- Vexillum helena (Bartsch, 1915)
- Vexillum heleneae Herrmann, Stossier & Salisbury, 2014
- Vexillum hendersoni (Dall, 1927)
- Vexillum herosae Herrmann & Salisbury, 2012
- Vexillum hervieri (Dautzenberg & Bouge, 1923)
- Vexillum hilare (Kuroda & Habe, 1971)
- Vexillum hirasei Kira, 1962
- Vexillum histrio (Reeve, 1844)
- Vexillum hoaraui Guillot de Suduiraut, 2007
- Vexillum honestum (Melvill & Standen, 1895)
- Vexillum huangorum Salisbury & Gori, 2012
- Vexillum humile (Hervier, 1897)
- Vexillum hypatiae (Pallary, 1912)
- Vexillum inerme (Reeve, 1845)
- Vexillum infaustum (Reeve, 1845)
- Vexillum innocens (Thiele, 1925)
- Vexillum innotabile (E. A. Smith, 1890)
- Vexillum intermedium (Kiener, 1838)
- Vexillum interruptum (Anton, 1838)
- Vexillum interstriatum (G. B. Sowerby II, 1870)
- Vexillum intertaeniatum (G. B. Sowerby II, 1874)
- Vexillum iredalei (Powell, 1958)
- Vexillum isaoi (Kuroda & Sakurai, 1959)
- Vexillum ismene Turner, 2008
- Vexillum jacksoni Salisbury, 2011
- Vexillum jackylenae Salisbury & Guillot de Suduiraut, 2006
- Vexillum jasoni Salisbury, 2011
- Vexillum jeciliae Poppe, Tagaro & Salisbury, 2009
- Vexillum johnwattsi Dekkers, 2011
- Vexillum johnwolffi Herrmann & Salisbury, 2012
- Vexillum joliveti Poppe & Tagaro, 2006
- Vexillum jukesii (A. Adams, 1853)
- Vexillum kathiewayae Salisbury, Herrmann & Dekkers, 2012
- Vexillum kawamotoae Salisbury, 2011
- Vexillum kimiyum Turner, 2008
- Vexillum klytios Turner, 2008
- Vexillum kraussi (Dunker, 1861)
- Vexillum kuboi Turner, Gori & Salisbury, 2007
- Vexillum kuiperi Turner, 2006
- Vexillum kurodai (Sakurai & Habe, 1964)
- Vexillum lanceolatum (Hervier, 1897)
- Vexillum laterculatum (G. B. Sowerby II, 1874)
- Vexillum lautum (Reeve, 1845)
- Vexillum leforti Turner & Salisbury, 1999
- Vexillum lenhilli Kay, 1979
- Vexillum leucaspis Herrmann & Stossier, 2011
- Vexillum leucodesma (Reeve, 1845)
- Vexillum leucophryna Turner & Marrow, 2001
- Vexillum leucozonias (Deshayes in Laborde & Linant, 1834)
- Vexillum leyteensis Poppe, Tagaro & Salisbury, 2009
- Vexillum ligatum (A. Adams, 1853)
- Vexillum lincolnense (Angas, 1878)
- Vexillum lotum (Reeve, 1845)
- Vexillum loyaltyense (Hervier, 1897)
- Vexillum lubens (Reeve, 1845)
- Vexillum lucidum (Reeve, 1845)
- Vexillum luculentum (Reeve, 1845)
- Vexillum luigiraybaudii Poppe, Guillot de Suduiraut & Tagaro, 2006
- Vexillum lyratum (Lamarck, 1822)
- Vexillum macandrewi (G. B. Sowerby II, 1874)
- Vexillum macrospira (A. Adams, 1853)
- Vexillum maduranum Dekkers, 2007
- Vexillum malcolmense (Melvill & Standen, 1901)
- Vexillum malleopunctum Cernohorsky, 1981
- Vexillum marotiriense Herrmann & Salisbury, 2012
- Vexillum marrowi Cernohorsky, 1973
- Vexillum martinorum Cernohorsky, 1986
- Vexillum mccauslandi Salisbury & Wolff, 2005
- Vexillum mediomaculatum (G. B. Sowerby II, 1870)
- Vexillum melongena (Lamarck, 1811)
- Vexillum menehune Salisbury, 2011
- Vexillum mica (Reeve, 1845)
- Vexillum michaelianum Salisbury, 2011
- Vexillum michaui (Crosse & P. Fischer, 1864)
- Vexillum micra Pilsbry, 1921
- Vexillum microzonias (Lamarck, 1811)
- Vexillum militare (Reeve, 1845)
- Vexillum millecostatum (Broderip, 1836)
- Vexillum mirabile (A. Adams, 1853)
- Vexillum modestum (Reeve, 1845)
- Vexillum moelleri (Küster, 1840)
- Vexillum monalizae Poppe, Guillot de Suduiraut & Tagaro, 2006
- Vexillum moniliferum (C. B. Adams, 1850)
- Vexillum monsecourorum Poppe, Guillot de Suduiraut & Tagaro, 2006
- Vexillum multicostatum (Broderip, 1836)
- Vexillum multitriangulum Salisbury & Callomon, 1998
- Vexillum mutabile (Reeve, 1845)
- Vexillum nakama (Dall, 1926)
- Vexillum nicobaricum (Dunker, 1866)
- Vexillum nitidissimum (Melvill & Standen, 1895)
- Vexillum nivale Herrmann & Guillot de Suduiraut, 2009
- Vexillum nodai Turner & Salisbury, 1999
- Vexillum nodospiculum Cernohorsky, 1970
- Vexillum noduliferum (A. Adams, 1853)
- Vexillum obeliscus (Reeve, 1844)
- Vexillum obtusispinosum (Sowerby, 1874)
- Vexillum ochraceum (Hervier, 1897)
- Vexillum oniscinum (Lamarck, 1811)
- Vexillum oryzum Kay, 1979
- Vexillum osiridis (Issel, 1869)
- Vexillum oteroi Salisbury & Gori, 2013
- Vexillum pacificum (Reeve, 1845)
- Vexillum pagodula (Hervier, 1897)
- Vexillum paligerum (G. B. Sowerby II, 1874)
- Vexillum pantherinum Herrmann & Salisbury, 2012
- Vexillum pardale (Küster, 1840)
- Vexillum pasitheum (Melvill & Standen, 1901)
- Vexillum patriarchale (Gmelin, 1791)
- Vexillum patulum (Reeve, 1845)
- Vexillum pedroi Poppe & Tagaro, 2006
- Vexillum pelaezi Poppe, Tagaro & Salisbury, 2009
- Vexillum pellucidum (Tate, 1887)
- Vexillum percnodictya (Melvill, 1888)
- Vexillum perrieri (Dautzenberg, 1929)
- Vexillum pharaonis (Issel, 1869)
- Vexillum philtwoi Poppe, Tagaro & Salisbury, 2009
- Vexillum picardali Herrmann & Stossier, 2011
- Vexillum piceum (Pease, 1860)
- Vexillum pilsbryi (Hedley, 1899)
- Vexillum pisolinum (Lamarck, 1811)
- Vexillum plicarium (Linnaeus, 1758)
- Vexillum plurinotatum (Hervier, 1897)
- Vexillum politum (Reeve, 1844)
- Vexillum polygonum (Gmelin, 1791)
- Vexillum poppei Guillot de Suduiraut, 2007
- Vexillum potieri Drivas & Jay, 1989
- Vexillum praefulguratum Poppe, 2008
- Vexillum pratasense T. C. Lan, 2004
- Vexillum puella (Reeve, 1845)
- Vexillum puerile (Cooke, 1885)
- Vexillum pulchellum (Reeve, 1844)
- Vexillum puncturatum (Sowerby III, 1879)
- Vexillum purpuratum (Reeve, 1845)
- Vexillum pyropus Turner & Marrow, 2001
- Vexillum radius (Reeve, 1845)
- Vexillum radix (G. B. Sowerby II, 1874)
- Vexillum recurvirostris (G. B. Sowerby III, 1908)
- Vexillum regina (Sowerby I, 1828)
- Vexillum renatoi Poppe, Tagaro & Salisbury, 2009
- Vexillum rodgersi Salisbury & Wolff, 2005
- Vexillum ronnyi Poppe, Tagaro & Salisbury, 2009
- Vexillum roseotinctum (Hervier, 1897)
- Vexillum roseum (Broderip, 1836)
- Vexillum rubellum (A. Adams & Reeve, 1850)
- Vexillum rubricatum (Reeve, 1845)
- Vexillum rubrocostatum Habe & Kosuge, 1966
- Vexillum rubrotaeniatum Herrmann, Stossier & Salisbury, 2014
- Vexillum rubrum (Broderip, 1836)
- Vexillum rugosum (Gmelin, 1791)
- Vexillum rusticum (Reeve, 1845)
- Vexillum salisburyi Cernohorsky, 1976
- Vexillum sanctaehelenae (E. A. Smith, 1890)
- Vexillum sanguisuga (Linnaeus, 1758)
- Vexillum sauternesense Guillot de Suduiraut, 1997
- Vexillum savignyi (Payraudeau, 1826)
- Vexillum scitulum (A. Adams, 1853)
- Vexillum sculptile (Reeve, 1845)
- Vexillum semicostatum (Anton, 1838)
- Vexillum semifasciatum (Lamarck, 1811)
- Vexillum semisculptum (A. Adams & Reeve, 1850)
- Vexillum semiticum (Jickeli, 1874)
- Vexillum severnsi Salisbury, 2011
- Vexillum silviae Turner, Gori & Salisbury, 2007
- Vexillum sinuosum Turner, 2008
- Vexillum sitangkaianum Cate, 1968
- Vexillum smithi (G. B. Sowerby III, 1889)
- Vexillum sneidari Salisbury, 2011
- Vexillum speciosum (Reeve, 1844)
- Vexillum spicatum (Reeve, 1845)
- Vexillum spiculum Bozzetti, 2013
- Vexillum stainforthii (Reeve, 1842)
- Vexillum stephanuchum (Melvill, 1897)
- Vexillum stercopunctis Turner, 2008
- Vexillum stossieri Turner & Marrow, 2001
- Vexillum strictecostatum (Maltzan, 1884)
- Vexillum strnadi Poppe & Tagaro, 2010
- Vexillum styria (Dall, 1889)
- Vexillum suave (Souverbie, 1875)
- Vexillum subdivisum (Gmelin, 1791)
- Vexillum subquadratum (G. B. Sowerby II, 1874)
- Vexillum subtruncatum (G. B. Sowerby II, 1874)
- Vexillum suluense (A. Adams & Reeve, 1850)
- Vexillum sumatranum (Thiele, 1925)
- Vexillum superbiens (Melvill, 1895)
- Vexillum sybillae (Melvill, 1888)
- Vexillum sykesi (Melvill, 1925)
- Vexillum taeniatum (Lamarck, 1811)
- Vexillum takakuwai Cernohorsky & Azuma, 1974
- Vexillum tanguyae Guillot de Suduiraut & Boutet, 2007
- Vexillum tankervillei (Melvill, 1888)
- Vexillum taylorianum (G. B. Sowerby II, 1874)
- Vexillum thila Turner, Gori & Salisbury, 2007
- Vexillum thorssoni Poppe, Guillot de Suduiraut & Tagaro, 2006
- Vexillum togianense Herrmann & Kurtz, 2013
- Vexillum tokubeii (Sakura & Habe, 1964)
- Vexillum torotortum Turner, Gori & Salisbury, 2007
- Vexillum torquatum Herrmann, 2012
- Vexillum torricella Turner, 2008
- Vexillum tricolor (Gmelin, 1791)
- Vexillum trilineatum Herrmann & Stossier, 2011
- Vexillum troendlei Herrmann & Salisbury, 2012
- Vexillum trophonium (Dall, 1889)
- Vexillum tumidum (Reeve, 1844)
- Vexillum turben (Reeve, 1844)
- Vexillum turriger (Reeve, 1845)
- Vexillum tusum (Reeve, 1845)
- Vexillum unicolor Herrmann, 2012
- Vexillum unifasciale (Lamarck, 1811)
- Vexillum unifasciatum (Wood, 1828)
- Vexillum vandervlerki (Koperberg, 1931)
- Vexillum vangemerti Dekkers, 2014
- Vexillum variatum (Reeve, 1845)
- Vexillum varicosum Turner, 2008
- Vexillum venustum (Sarasúa, 1978)
- Vexillum verecundulum (Hervier, 1897)
- Vexillum vespula Turner & Marrow, 2001
- Vexillum vibex (A. Adams, 1853)
- Vexillum vicmanoui Turner & Marrow, 2001
- Vexillum virginale (Lesson, 1842)
- Vexillum virgo (Linnaeus, 1767)
- Vexillum volae Perugia, 2010
- Vexillum vulpecula (Linnaeus, 1758)
- Vexillum wandoense (Holmes, 1859)
- Vexillum wolfei Cernohorsky, 1978
- Vexillum xenium Pilsbry, 1921
- Vexillum xerampelinum (Melvill, 1895)
- Vexillum zebrinum (d'Orbigny, 1840)
- Vexillum zebuense (Reeve, 1844)
- Vexillum zelotypum (Reeve, 1845)

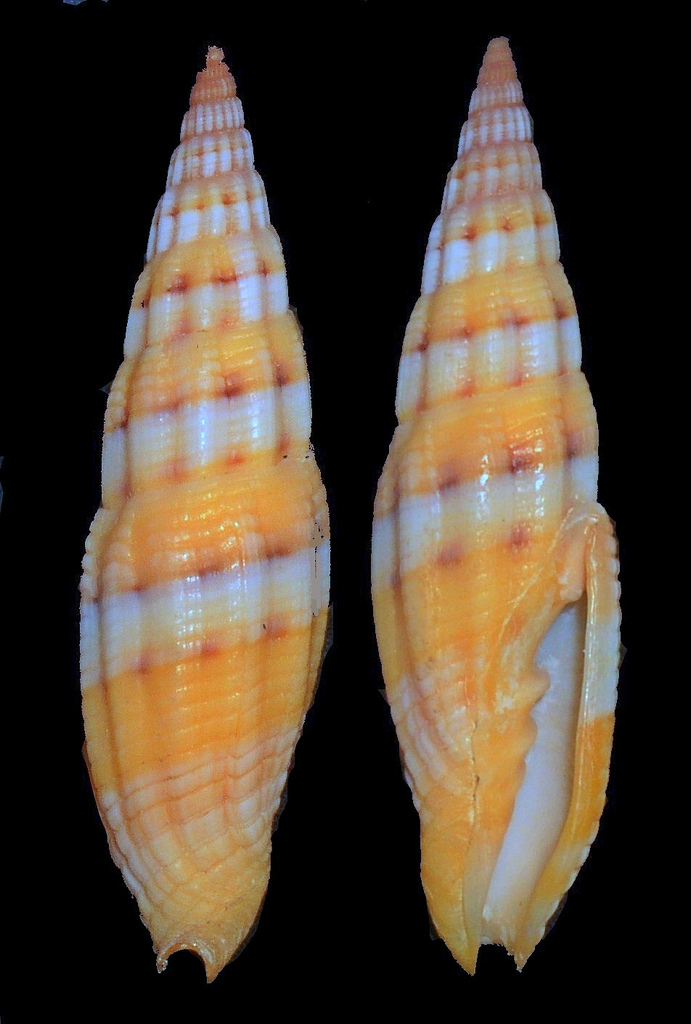
Vexillum dennisoni
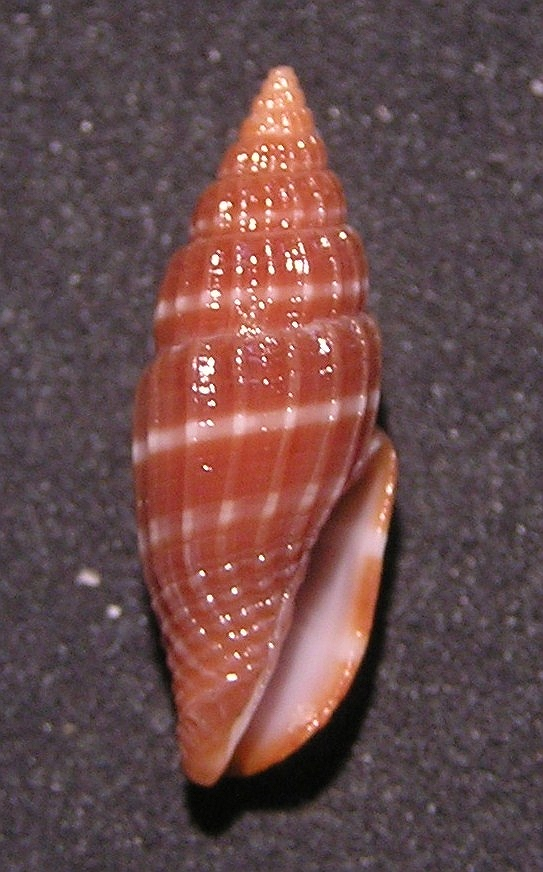
Vexillum exaratum
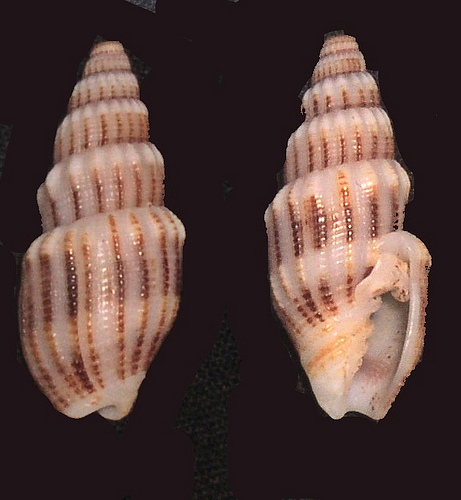
Vexillum exasperatum
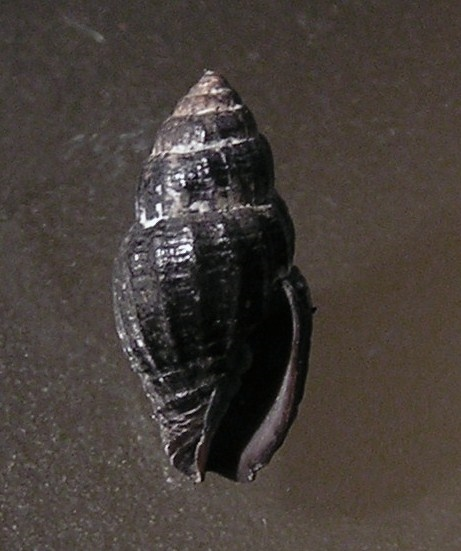
Vexillum ficulinum
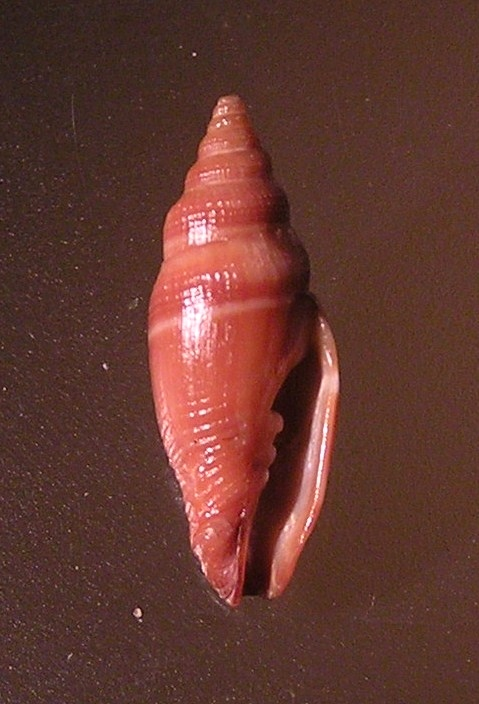
Vexillum funereum
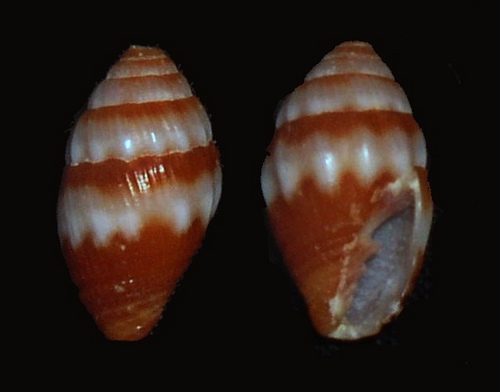
Vexillum leucodesma
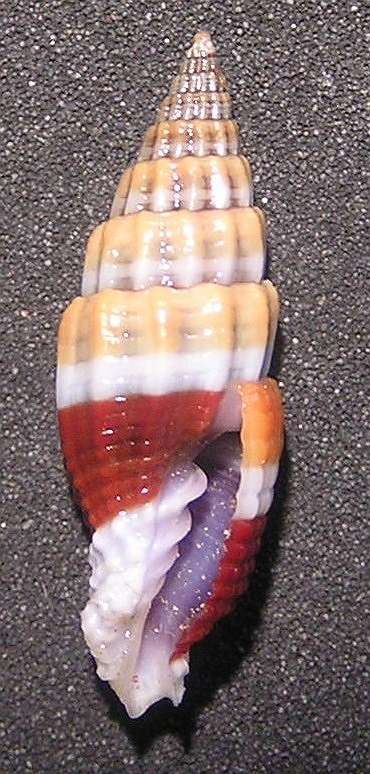
Vexillum militare
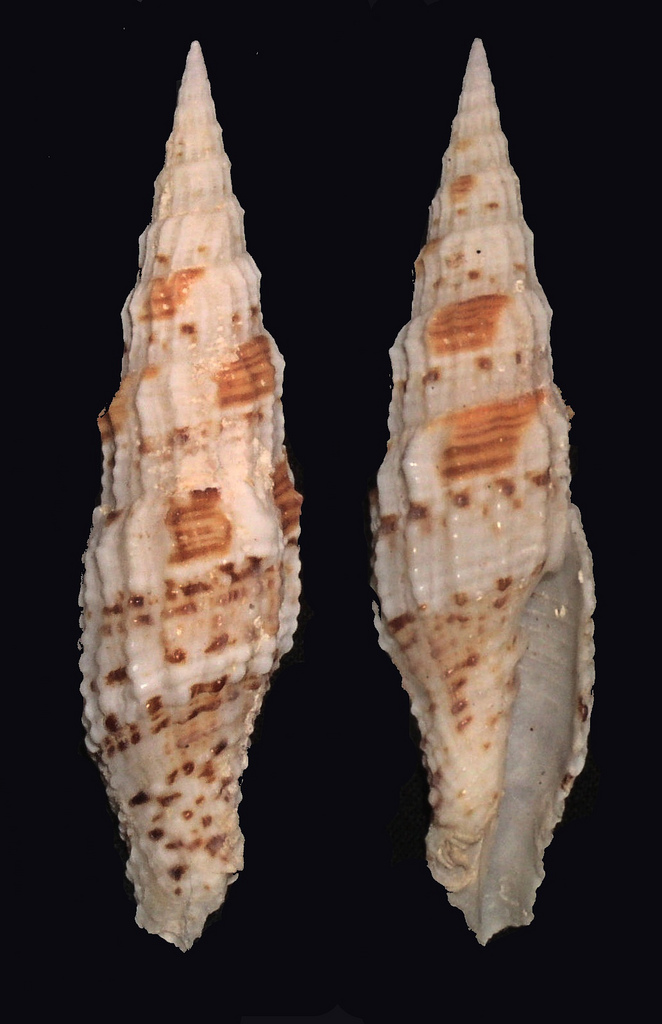
Vexillum mirabile
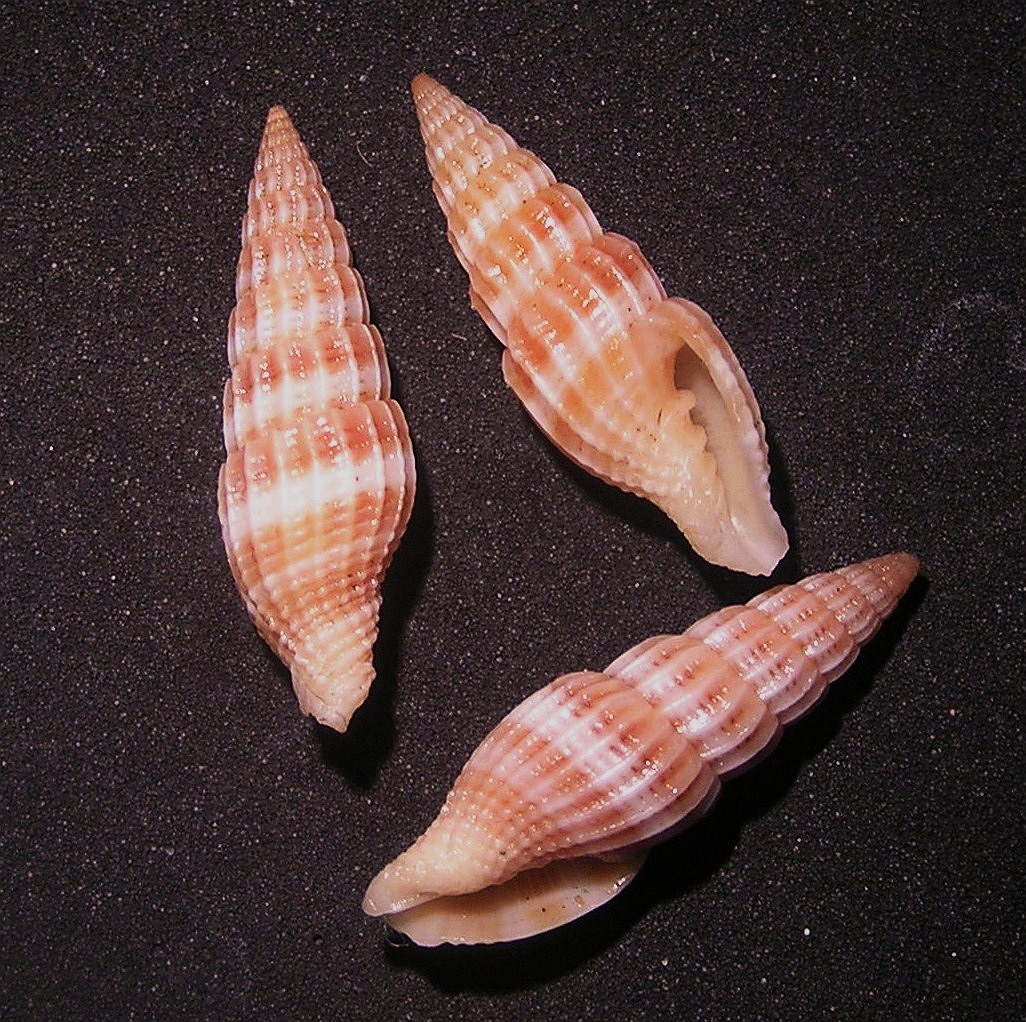
Vexillum obeliscus
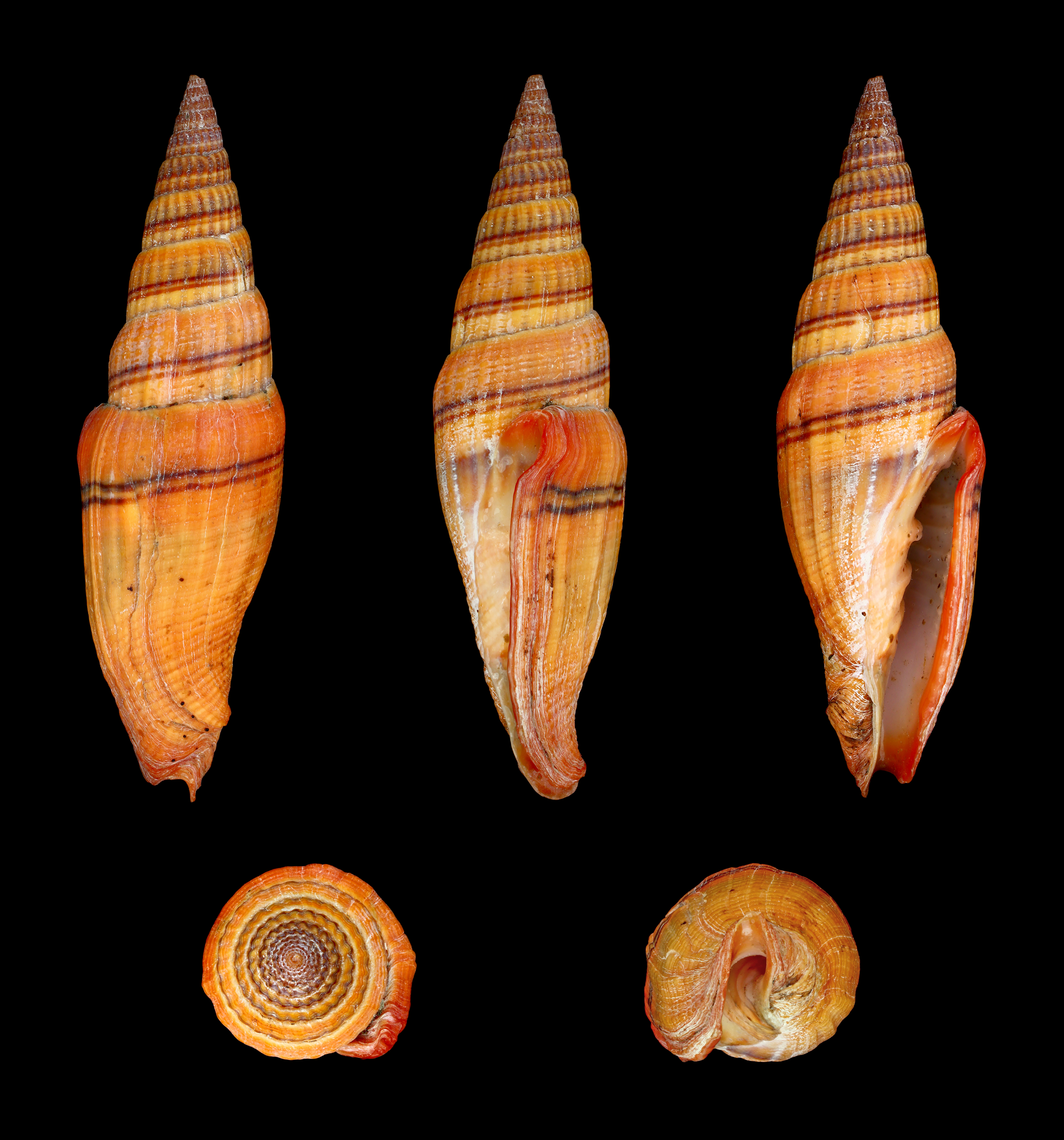
Vexillum ornatum
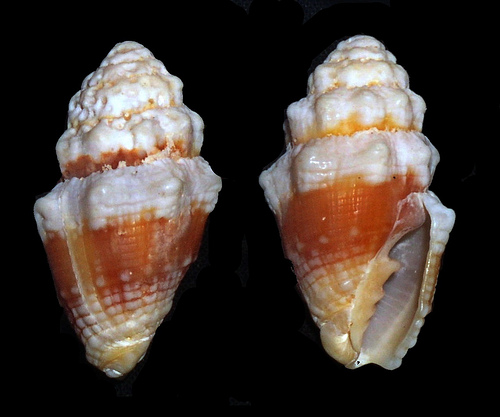
Vexillum patriarchale
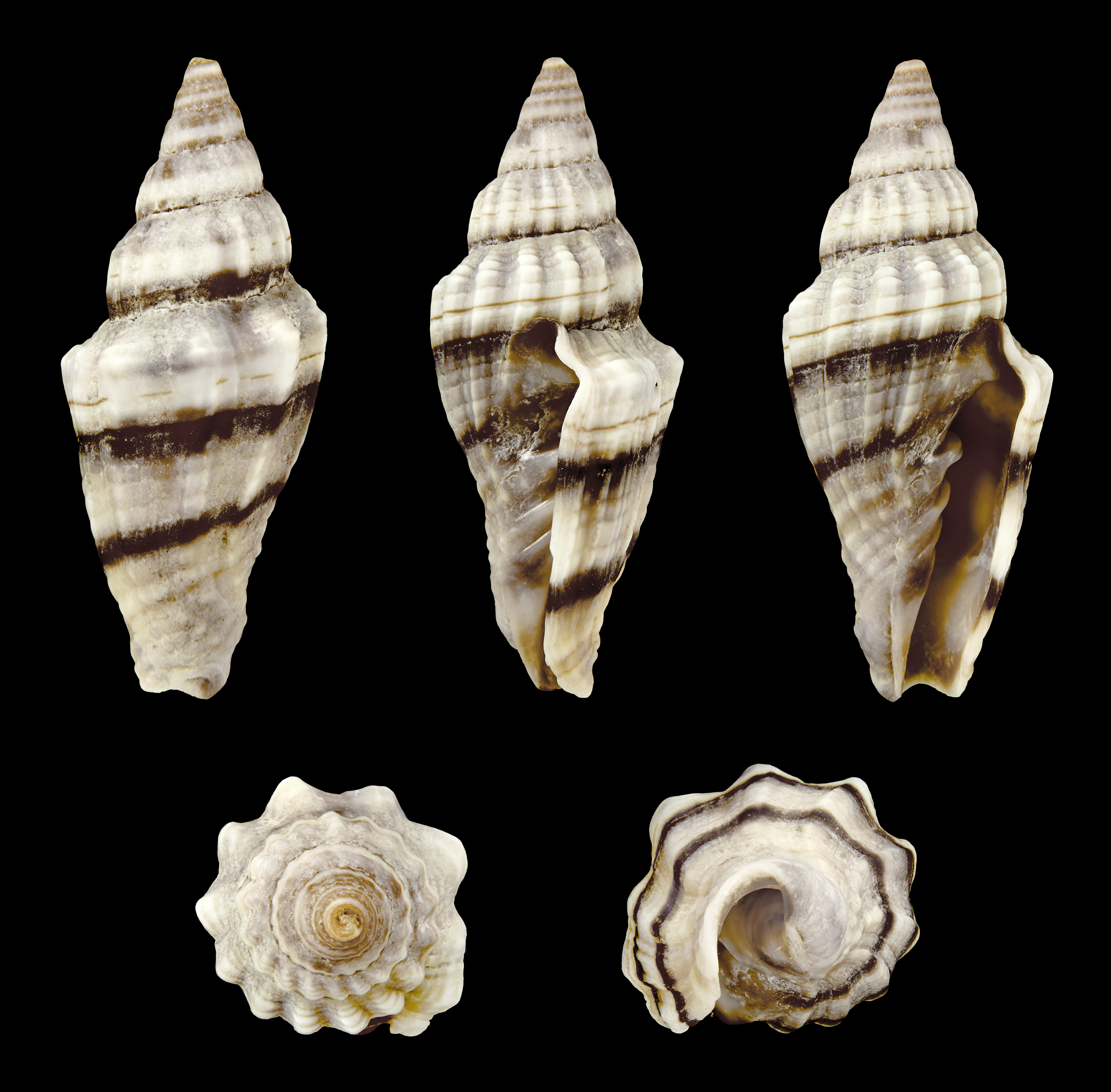
Vexillum plicarium
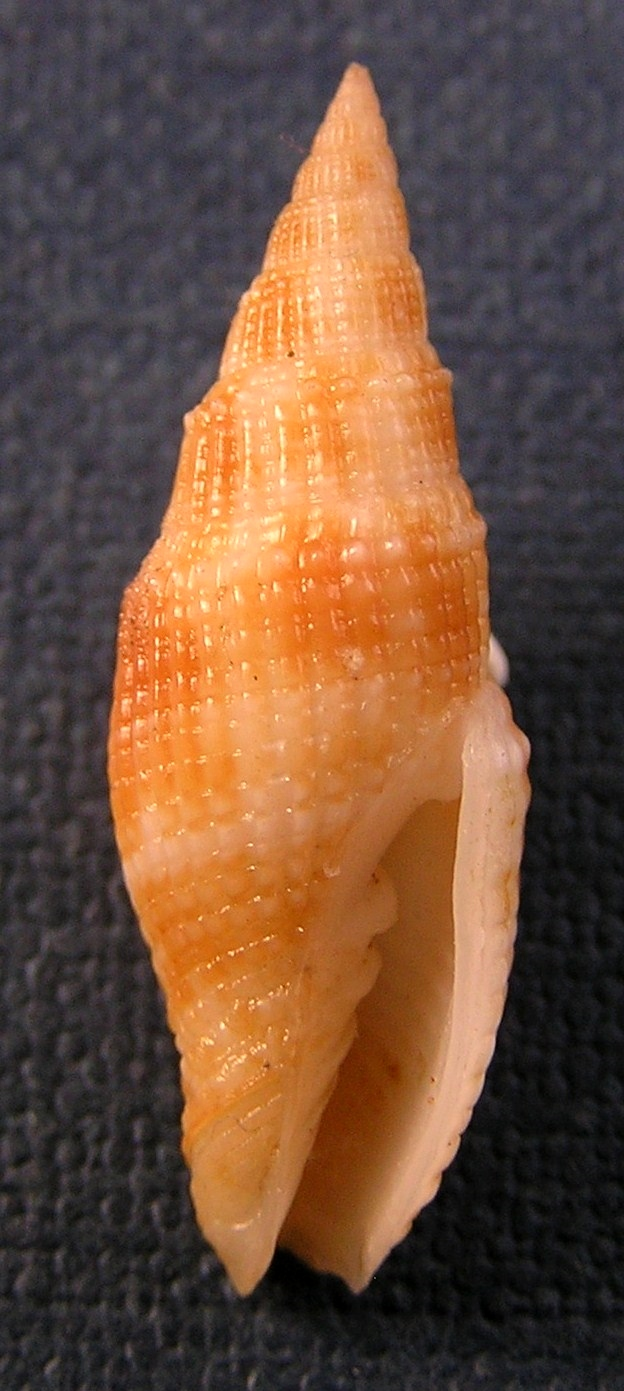
Vexillum poppei
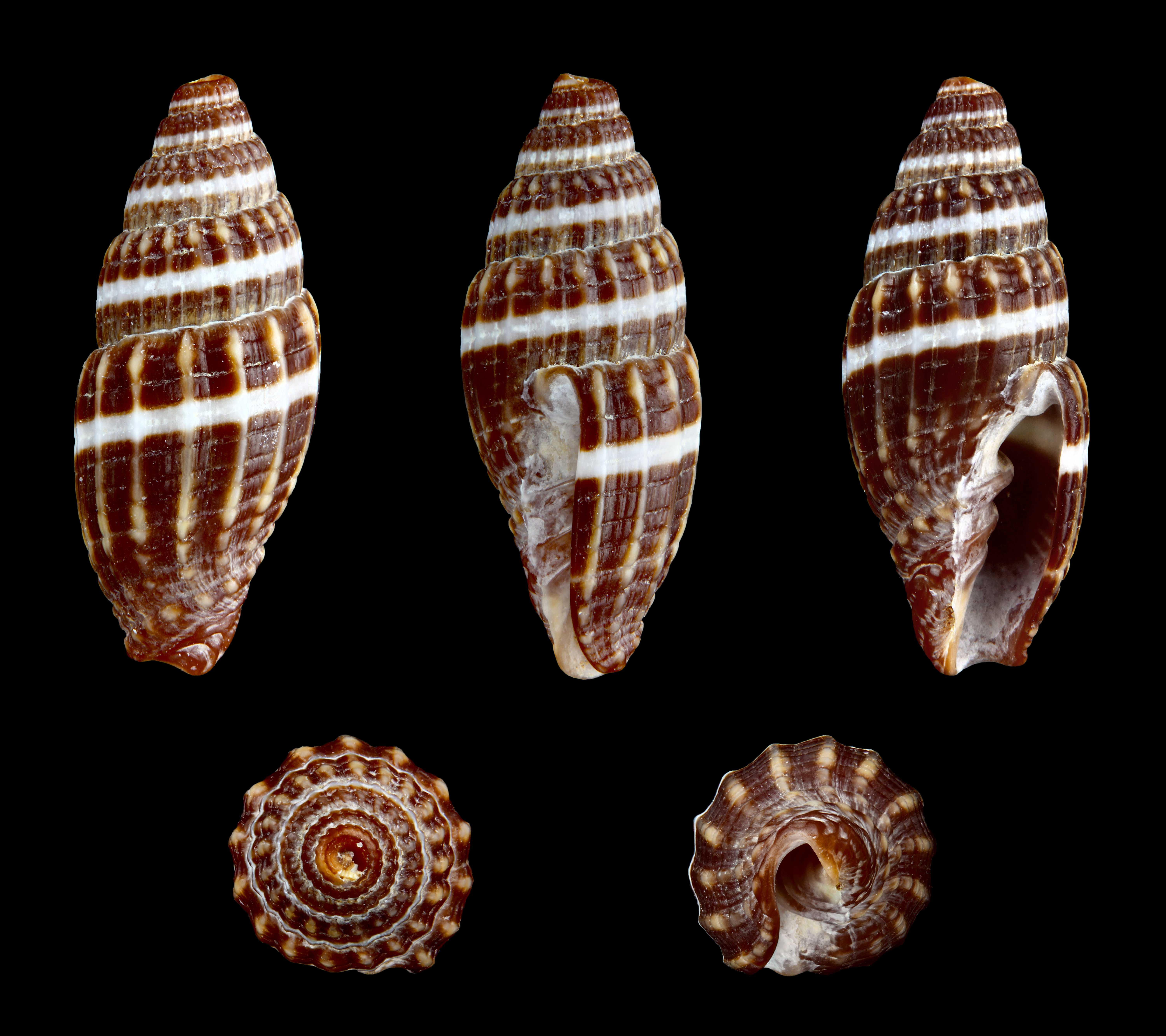
Vexillum radix
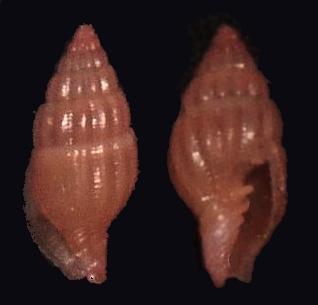
Vexillum salisburyi
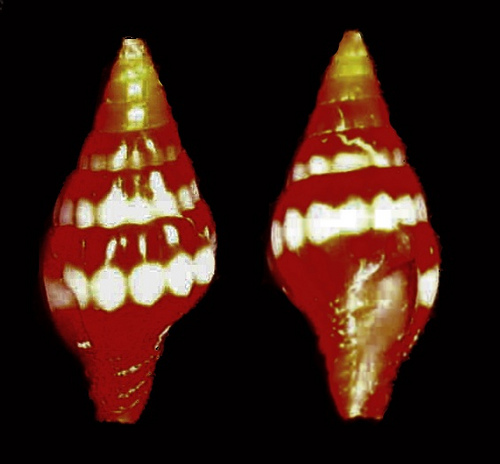
Vexillum semicostatum
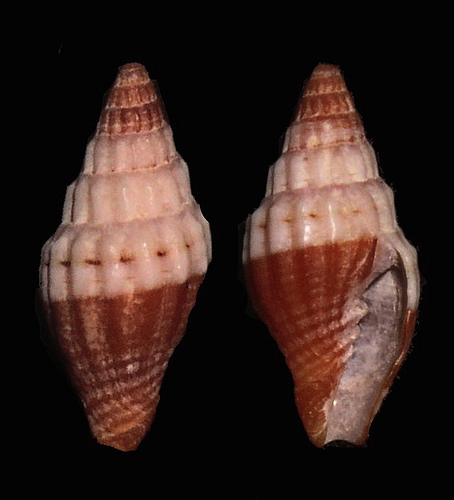
Vexillum sinuosum
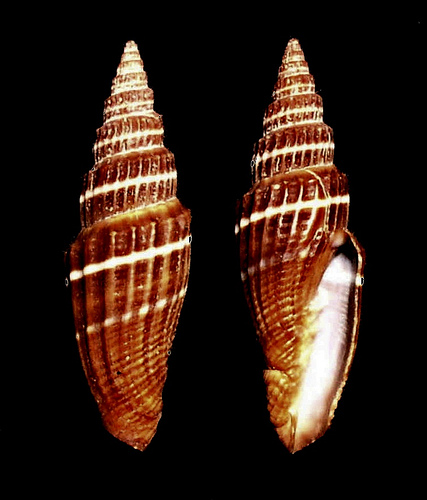
Vexillum subdivisum
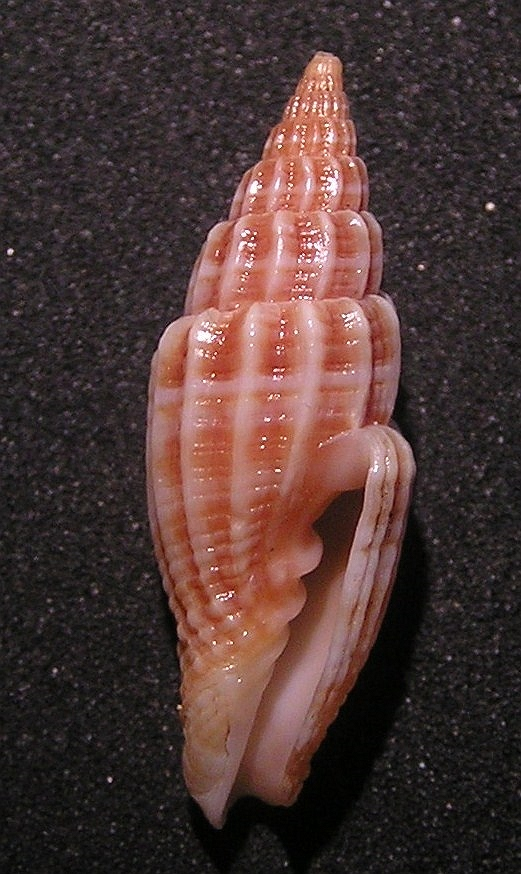
Vexillum suluense
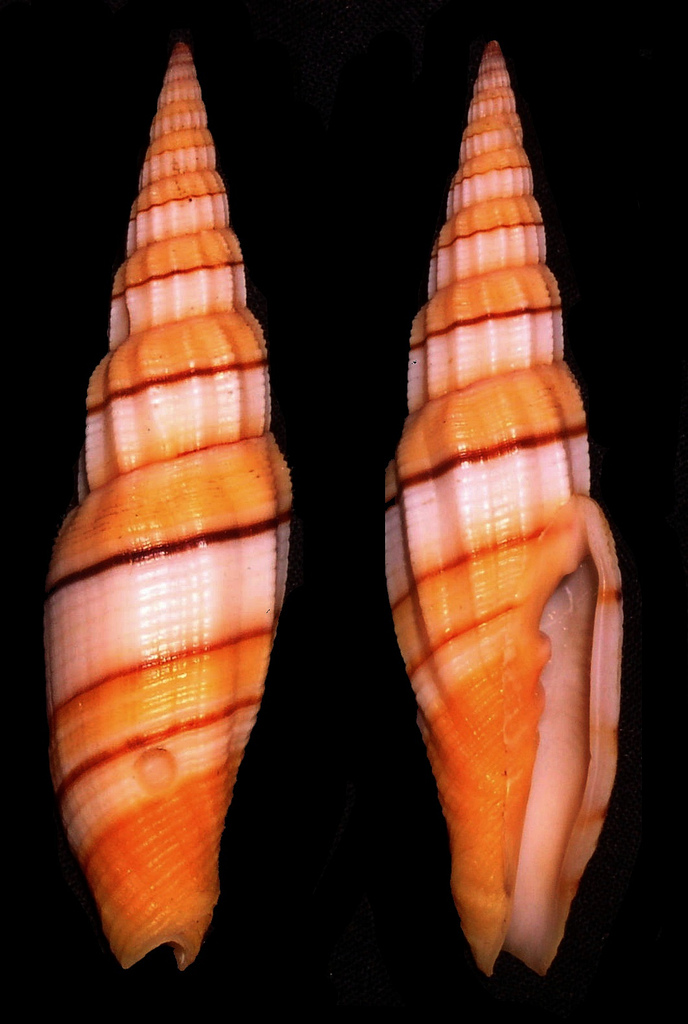
Vexillum taeniatum
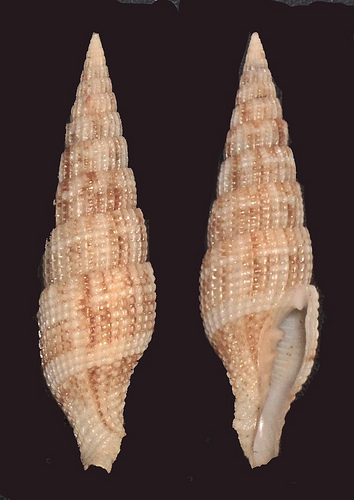
Vexillum takakuwai
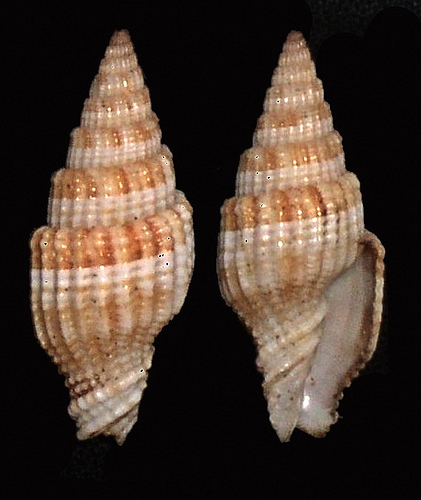
Vexillum unifasciale
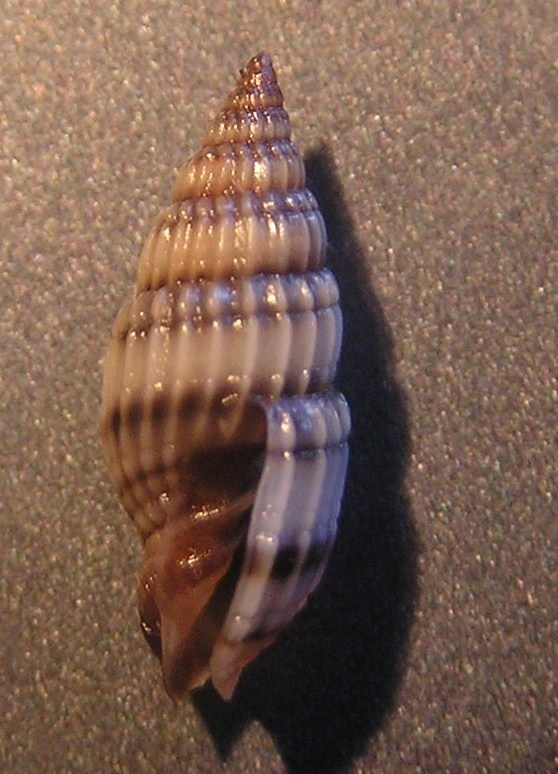
Vexillum vespula
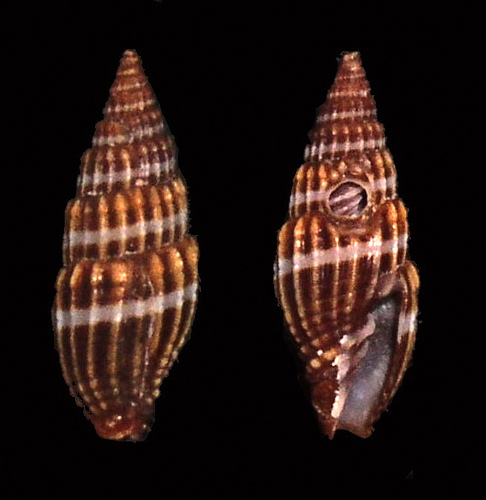
Vexillum virgo
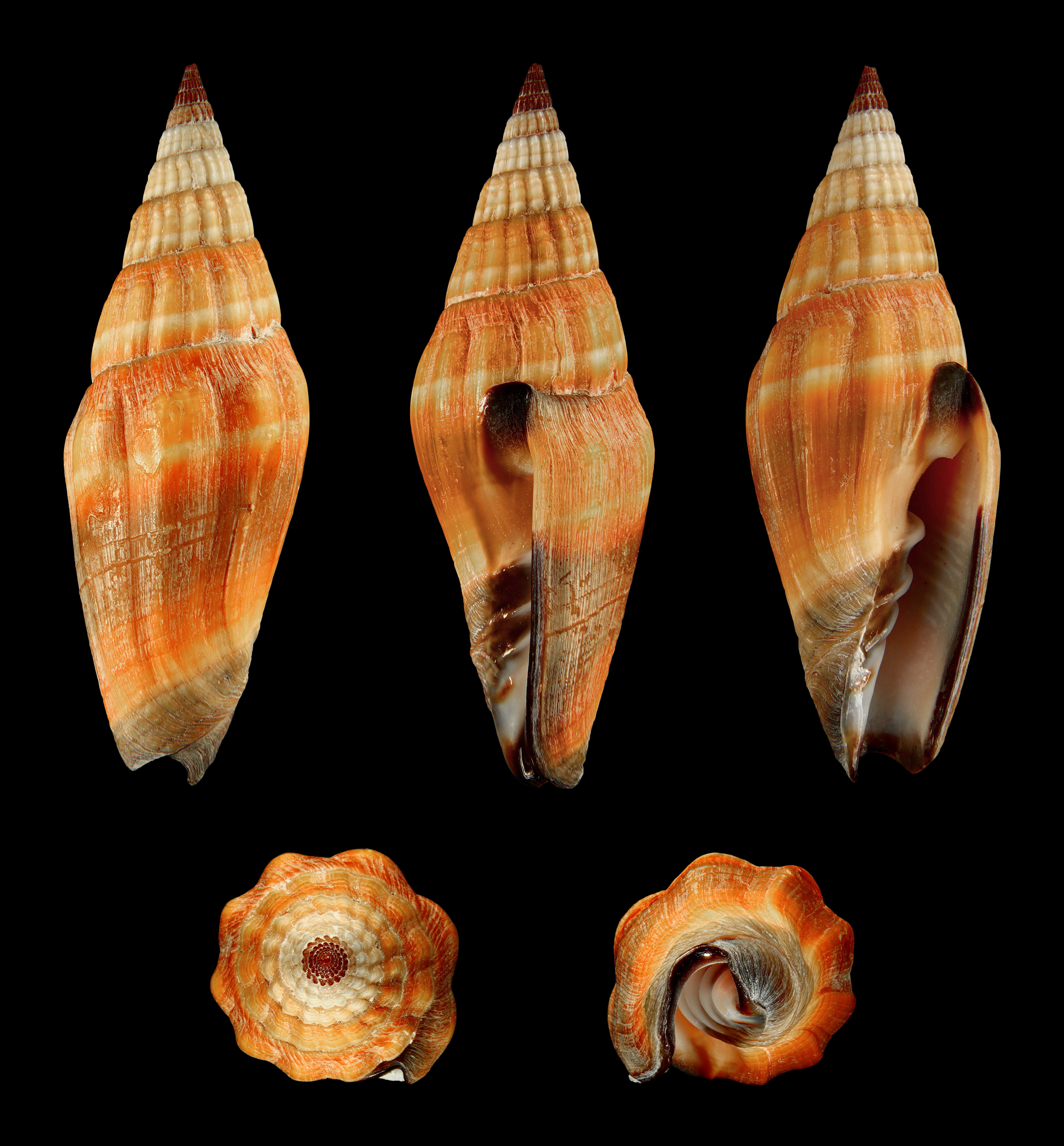
Vexillum vulpecula
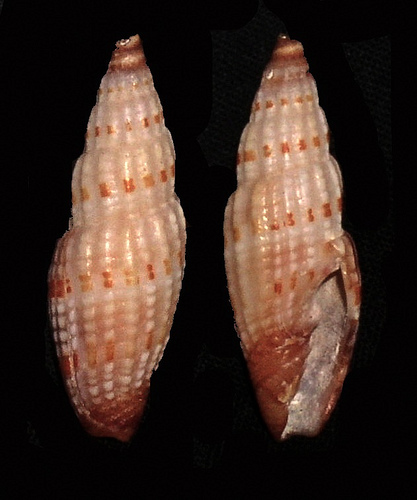
Vexillum zikkurat